# El Castillet, Almedíjar
El Castillet o Castillo de Almedíjar es un monumento declarado Bien de Interés Cultural, con número de anotación ministerial R-I-51-0011217 y fecha de anotación 9 de septiembre del 2004, según consta en la Dirección General de Patrimonio Artístico de la Generalidad Valenciana.
Se encuentra dentro del término municipal de Almedíjar, en la comarca del Alto Palancia, en la provincia de Castellón; en  la cima de una colina  de unos 484 m s. n. m., y separada del casco urbano por tan solo a unos 200 metros en dirección noroeste y hacia el interior del valle.
El Castillet de Almedíjar  tenía la función  de defender el núcleo urbano; se comunica visualmente con el Castillo de la Rodana.

## Historia
Se trata de un castillo que data muy posiblemente de época íbera. Pese a su escaso tamaño, su ubicación, que lo sitúa en el centro de la Sierra de Espadán, le da un gran valor estratégico.
Pasaron por el castillo romanos y árabes, tal y como atestiguan los restos de construcciones típicas de estas culturas que poblaron la zona, de hecho,  Almedíjar fue a partir de 1233 zona de recepción de musulmanes que huían de la Plana de Castellón tras la conquista de Burriana por las tropas cristianas.
Después de ser conquistada la zona por  Jaime I, en 1238 el monarca entregó el castillo a Fray Bernardo de Bort, comendador de Alcalá, de la Orden del Temple, permaneciendo en manos de la orden hasta la disolución de la misma en el año 1312. Pasó en ese momento de mano en mano de diferentes señores (Bernat Serra y más tarde a Siarno de Fanfans, siendo posteriormente del Señorío de los Moncada), acabando en manos de la familia Centelles. En 1526 se produjo en sus inmediaciones la definitiva derrota de los moriscos sublevados frente a las tropas del duque de Segorbe, Alfonso de Aragón y Portugal.

## Descripción
Del antiguo castillo solo quedan algunos restos, que permiten deducir la irregularidad de su planta, a la que se accede por la parte occidental, debido fundamentalmente a la orografía del terreno en las zonas sur y este.  Pese a todo, pueden observar-se los restos de una torre, hecha  de mampostería, en el extremo sur del conjunto, mirando a la población. En el otro extremo se conservan restos de otra torre, así como partes de la muralla. En el interior del castillo, se puede ver un aljibe, de 2 m por 3 m de dimensiones,  que conserva el acceso, la entrada del agua y casi entera, parte de la bóveda que lo cubría.